# 齊藤なぎさ
齊藤 なぎさ（さいとう なぎさ、2003年〈平成15年〉7月6日 - ）は、日本の女優、タレント、ファッションモデル。女性声優アイドルグループ・=LOVEの元メンバー。LARMEレギュラーモデル。神奈川県川崎市麻生区出身。エイジアクロス所属。愛称はなーたん。

## 概要・略歴
- 小学生の頃より、芸能活動に興味を持ち、中学進学後から、アイドルを目指してオーディション挑戦を始める[4]。

2017年
- 4月19日、指原莉乃がプロデューサーを務める「代々木アニメーション学院Presents指原莉乃プロデュース声優アイドルオーディション」の二次審査を通過し、SHOWROOMオーディションに進出したが、配信は行わなかった[5]。
- 4月29日、「代々木アニメーション学院 Presents 指原莉乃プロデュース声優アイドルオーディション」の最終審査が行われ、13名が合格（後に1名辞退）。同時に、グループ名が「=LOVE(イコールラブ)」になることが発表された[6]。
- 6月14日、「=LOVE」SHOWROOM個人配信開催に伴い、正式メンバーになったことが明らかとなる[7]。
- 8月5日、「TOKYO IDOL FESTIVAL2017」で、初ライブを行った[8]。
- 9月6日、SACRA MUSICよりメジャーデビューシングル「=LOVE」発売[8]。

2018年
- 2月15日から18日まで、初舞台『あにてれ×=LOVE ステージプロジェクト「けものフレンズ」』（AiiA 2.5 Theater Tokyo、計6公演）に出演[9]。

2019年
- 10月25日、初主演映画『夏の夜空と秋の夕日と冬の朝と春の風』の、『ナツヨゾラ』が公開[10][11]。
- 10月30日発売の6thシングル『ズルいよ ズルいね』で、初めてシングル表題曲のセンターを務めた[12]。

2020年
- 4月15日、個人Instagramを開設[13]。
- 12月7日、髙松瞳とのデュエット、『流星群』MV公開[14]

2021年
- 5月12日発売の1stアルバム『全部、内緒。』に初のソロ曲「現役アイドルちゅ〜」が収録される[15]。
- 5月28日、TikTokの個人アカウントを開設[16]。

2022年
- 9月25日、国立代々木競技場第一体育館で開催された「=LOVE 5th ANNIVERSARY PREMIUM CONCERT」の夜の部にて、グループからの卒業を発表した[17][18][19]。

2023年
- 1月13日、パシフィコ横浜大ホールで開催された「〜齊藤なぎさ卒業コンサート〜 現役アイドルちゅ〜 みんなのこと大好きだよ♡」をもって、=LOVEを卒業[20]。同月21日をもって、エイジアクロス所属となる[20][3]。

- 2月1日、ファンクラブの開設を発表した[21]。

- 3月22日、卒業ソング「君だけの花道」デジタルリリース。齊藤なぎさ卒業コンサートBlu-ray&DVD発売[22]。

- 7月1日、初となるファンクラブ会員限定イベント『齊藤なぎさファンイベント2023』を開催

。
- 7月13日、初となる写真集『なぎさ』を発売[24]。

2024年
- 7月14日、2度目のファンクラブ会員限定イベント『齊藤なぎさファンイベント2024』を開催

。
2025年
- 2月16日、Podcastにて、畑芽育とのラジオ番組『オフはこんな感じ』開始。畑とは、テレビドラマ『最高の生徒〜余命1年のラストダンス〜』（日本テレビ）で共演しており、プライベートでも仲が良い。[26]。

## 人物
- なぎさという名前は、夏生まれであることが由来[27]。
- 趣味は音楽を聞くこと（歌詞考察も好き。ライブに行った様子をSNSでも公開している。特に好きなのはaiko、SHISHAMO 、コレサワなど[28]）、カメラ、食べること、アイドル鑑賞、美容[29]。
- 特技はフランス語、口笛[29]、MBTIを当てること[30]。フランス語学力資格試験DELF Prim A1、英検3級の資格を取得している[29]。
- 幼少期はやんちゃな悪ガキであったと述懐しており、アイドルにハマるまでは、日に焼けた浅黒い肌だった。おしとやかな性格で、色白の姉と対比されることも多かったという[31]。
- 小学校と中学校時代は女子校に通っており、女性の先輩のことが好きで、文通をしていたことがあるという[32]。
- 高校は原菜乃華と同じで、受験番号が隣だった。校内で会ったことはなかったが、お互いに認識していた[33]。
- 学生時代に演劇部に所属していたことがあり、演技にも興味があった[34]。
- 憧れの人には自身の母、＝LOVEのプロデューサーである指原莉乃をあげることが多い。[35]。女優では長澤まさみ、満島ひかり、橋本環奈の演技に憧れているとあげている。[36]。
- 食べることが好き。好きなものを好きなだけ食べたいのだが、昨今の痩せている女の子が可愛いという風潮に合わせて、食べるのを控えており、2018年ごろから糖質制限を行って体型を維持している[37]。「痩せていることが正義というのは絶対に違う」とも語っている[38]。
- ネットの誹謗中傷に傷つけられ、心が折れそうになったことがある、と折に触れて語っている[39][40][41]。
- 映画『【推しの子】』で共演者した原菜乃華から、「コミュニケーション能力が高く、明るい」、あのから、「人懐っこい」、櫻井海音から、「本当にルビーそのままの明るさで、暗いところを見せない」と評されている[42][43][44][45]。
- 映画『あたしの!』でのインタビューでは、渡邉美穂、木村柾哉、山中柔太朗から、「4人の中で1番ムードメーカー」と評され、常に話題を提供していたとのこと。日向坂46の中で渡邉美穂が推しメンであった。映画『あたしの!』で共演したことで仲が深まり、渡邉のファンクラブイベントにもゲストとして出演している[46][47]。

### 交友関係
- アイドル(AKB48→KLP48)の山根涼羽は「ずんちゃんは私の生き方と考え方を変えてくれた人。ずっとそばにいて、味方でいてくれて、認めてくれて、笑わせていてくれた」と語る大親友[48]。

- 女優の茅島みずきは誕生日が1年違いの同じ日で、旅行するなど仲が良い(齊藤が年上)[49]。

- 女優の畑芽育は『最高の生徒〜余命1年のラストダンス〜』（日本テレビ）で共演しており、プライベートでも仲が良い[50]。

### アイドル関連
- 小学校3年と中学校1、2年生のころ、いじめに遭っていた。そのころ、テレビで見たAKB48に救われたことで、みんなに元気を与えられるアイドルになりたいと思った。AKB48やSKE48の握手会に通い、そこでアイドルたちから後押しされたこともきっかけの1つ[4]。
- 小さい頃はAKB48のファンであり、特に、元NMB48の山本彩が好き(「ずっと付き合いたかった」と発言するほど。アイドル卒業後も変わらずファンとのこと) [51]。

- 初めて好きになったメンバーは渡辺麻友で、指原莉乃の握手会にも行っていた[4][37][52]。
- 学業熱心な両親はアイドルになることに否定的だった。=LOVEだけ受けることを条件に説得している[53]。
- =LOVEからの卒業理由に関しては、居心地の良い環境への甘えからの脱却を挙げており、20歳という年齢も1つの要因になったと語っている[40]。
- 実写版『【推しの子】』での、アイドルユニットB小町のメンバー・ルビー[54]として、後述の歌とダンスを4曲披露している他、YouTubeのB小町ちゃんねる！企画も行っている[55]。
- B小町として、大型音楽番組『ミュージックステーションスーパーライブ』（テレビ朝日）へも出演[56]。=LOVEとして一度出演しており、2度目の出演となった。

### 『明日、私は誰かのカノジョ』関連
- 元々原作ファンで、ゆあを演じるにあたって、彼女の細さを表現するために、減量を行ったという[57]。
- 高須幹弥がYouTubeで公開した動画によると、2022年内に高須クリニックの女性患者から挙がった、「目標とする有名人の顔」の中で一番多かった人物。特に『明日、私は誰かのカノジョ』放送後に急増したことが語られている[58]。
- 『明日、私は誰かのカノジョ』放送終了後の2024年5月に、をのひなおの描きおろしイラストによる、齊藤なぎさと『明日、私は誰かのカノジョ』のゆあのコラボグッズが発売されている[59]。

## 出演

### テレビドラマ
- 幸色のワンルーム（2018年7月8日 - 9月23日、朝日放送テレビ） - 宮島 役[60]
- もしも、イケメンだけの高校があったら（2022年1月15日 - 3月19日、テレビ朝日） - 片桐花 役[61]
- 明日、私は誰かのカノジョ（2022年4月13日 - 6月29日、毎日放送・TBSテレビ） - 高橋優愛/ゆあてゃ 役[62]
- もしも、この気持ちを恋と呼ぶなら…。（2022年9月24日、朝日放送テレビ） - 岬花梨 役[63]
- 青春シンデレラ 第2話（2022年10月24日、朝日放送テレビ） - 真緒 役[64]
- 警視庁考察一課 第9話（2022年12月12日、テレビ東京） - 斉藤まどか 役
- 明日、私は誰かのカノジョ Season2 特別編 前編・後編（2023年5月3日・10日）[65]
- 最高の生徒〜余命1年のラストダンス〜（2023年7月15日 - 9月23日、日本テレビ） - 美山志乃 役[66]
- 最高の教師 1年後、私は生徒に■された 第1話・第5話（2023年7月15日・8月12日、日本テレビ） - 美山志乃 役[注 1]
- 私たちが恋する理由（2024年10月12日 - 12月21日、テレビ朝日） - 小津京 役[67]
- 告知事項あり。〜その事故物件で起きること〜（2025年3月7日・14日、フジテレビ） - 東雲杏 役[68]
- パラレル夫婦 死んだ"僕と妻"の真実（2025年4月1日 - 6月17日、関西テレビ・フジテレビ） - 辻莉子 役[69]
- 放送局占拠（2025年7月12日 - 、日本テレビ） - 忽那翡翠 役[70][71]

### 映画
- 夏の夜空と秋の夕日と冬の朝と春の風『ナツヨゾラ』（2019年10月25日、ギグリーボックス） - 主演・田中ゆみ 役
- 交換ウソ日記（2023年7月7日、松竹） - 林優子 役[72]
- 恋を知らない僕たちは（2024年8月23日、松竹） - ヒロイン・藤村小春 役[73]
- あたしの!（2024年11月8日、ギャガ） - 谷口充希 役[74][75]
- 【推しの子】-The Final Act-（2024年12月20日、東映） - ルビー（星野瑠美衣） 役[76][77]

### ウェブドラマ
- 最高の生徒 とある日の放課後（2023年7月26日 - 、日テレドラマ公式YouTubeチャンネル） - 美山志乃 役[78]
- 僕の愛しい妖怪ガールフレンド（2024年3月22日、Amazon Prime Video） - 犬飼美沙 役[79]
- 【推しの子】（2024年11月28日[80]・12月5日[81]、Amazon Prime Video） - ルビー（星野瑠美衣） 役[76][77]
- 告知事項あり。〜その事故物件で起きること〜 オリジナルストーリー「204号室」（2025年3月8日・15日、 TVer） - 東雲杏 役[82]

### 情報番組
- めざましテレビ（2023年4月 - 2025年3月、フジテレビ） - イマドキガール（「イマドキ」のリポーター）[83]

### ウェブ番組
- 花束とオオカミちゃんには騙されない（2023年3月5日 - 5月21日、ABEMA SPECIAL）[84]

### CM
- タウンワーク web CM
  - 「タウワバイトアルワ 高架下編」（2023年）[85]
  - 「タウワバイトアルワ 講義室編」（2023年）[86]
- CenturyGames ホワイトアウト・サバイバル Web CM（2024年）[87]
- 洋服の青山 TV CM 「レディスフレッシャーズ」「スーツなわたし」篇（2025年1月21日-）[88]
- ケープ カールロックマスカラ下地 Web CM 「TikTok LIVE」篇（2025年4月-）[89]

### ラジオ
- 畑芽育・齊藤なぎさ「オフはこんな感じ」（2025年2月16日 - 隔週日曜日配信、 Spotify・Apple Podcast・Amazon Music・YouTube )[90]

### ミュージック・ビデオ
- みゆな「くちなしの言葉」（2019年10月4日公開）[91]
- KERENMI & あたらよ「ただ好きと言えたら」（2023年7月10日公開）[92]

### テレビアニメ
- ひみつのアイプリ リング編（2025年4月- ） - わこ先生[93][94] / 更科わこ[95] 役

### ゲーム
- ステーションメモリーズ!（2017年[96]） - 新阪ルナ 役（初代）
- ヴァイタルギア（リティア）[97]
- ガールズビートステージ！[98]
- モンスターコレクト（不思議の国のアリス）[99]

### 舞台
- あにてれ×=LOVE ステージプロジェクト
  - けものフレンズ（2018年2月15日 - 18日、計6公演） - ツチノコ 役[100]
  - ガールフレンド（仮）（2018年7月16日 - 22日） - クロエ・ルメール 役[101]

### スチール・広告(モデル)
- RICAFROSH（2020年） - 「ラグトーマス・キット」モデル[102]
- 着物レンタルVASARA（2021年） - キービジュアルモデル[103]
- evelyn 
  - 2021 Summer Collection（2021年）
  - 2021 Autumn Collection（2021年）
  - 2021 Winter Collection（2021年）[104]
  - 2022 SS Collection（2022年）[105]
  - 2022 Summer Collection（2022年）[106]
  - 2022 Autumn Collection（2022年）[107]
  - 2022 Winter Collection（2022年）[108]
  - 2023 Spring Collection（2023年）[109]
- Mel cinna - 夏の新ビジュアルモデル（2021年）[110]
- COLORKEY(カラーキー・コスメブランド- 2023年４月) - イメージキャラクター[111]
- ABCマート「コンバース・マリンパック」(2023年6月）- モデル [112]。
- melady（ミレディ・大谷映美里プロデュースカラコン- 2023年8月 ）- イメージモデル[113]。
- JP CAST「謎解き探偵なーたんと年賀状の謎」(2023年11月-12月)- コラボ企画[114][115]。
- mimun(ミニュム・yutoriプロデュースコスメブランド- 2024年3月 - ）- イメージモデル[116]。
- tiny tiny 2024 SUMMER COLLECTION (2024年4月）- モデル [117]。
- ＆tint(アンドティント・ヘアケアブランド- 2024年7月 - ） - イメージモデル[118][119]
- chapun(シャプン・カラコン- 2024年3月 - ）- イメージモデル

### バラエティ
- 痛快TV スカッとジャパン（2018年6月11日、フジテレビ)　 - 女子高生役 [120][121]
- ポケモンの家あつまる？（2021年8月8日 - 、テレビ東京）[122] - 不定期出演
- 超無敵クラス（2021年10月5日 - 2022年12月25日、日本テレビ）[123] - 準レギュラー
- 新しいカギ カップルダウト企画（2025年3月1日、フジテレビ） - 女子高生役

### イベント
- 映画『夏の夜空と秋の夕日と冬の朝と春の風』DVD発売記念　生配信トークイベント（2020年8月2日）[124]
- VASARA着物公式モデル就任お披露目会&トークショー（2021年3月19日、三鷹市公会堂ホール）[125]
- 超十代 –ULTRA TEENS FES– 2021 PREMIUM（2021年3月30日、豊洲PIT）[126]
- EXIA Presents KANSAI COLLECTION 2022 A/W（2022年8月4日、京セラドーム大阪）[127]

## ディスコグラフィ

### 歌手参加作品
| 発売日         | 商品名       | 歌                                                                     | 楽曲                                                                                       | 備考                                                     |
| -------------- | ------------ | ---------------------------------------------------------------------- | ------------------------------------------------------------------------------------------ | -------------------------------------------------------- |
| 2024年12月18日 | SHINING SONG | B小町［ルビー（齊藤なぎさ）、有馬かな（原菜乃華）、MEMちょ（あの））］ | 「我ら完全無敵のアイドル!!」 「トワイライト」 「サインはB（ドラマver.）」 「SHINING SONG」 | 『【推しの子】』挿入歌 Rambling RECORDS（CDː RBCP-3569） |

## 書籍

### 写真集
- B.L.T. SUMMER CANDY 2021（2021年8月、東京ニュース通信社）[135]
- 齊藤なぎさ1st写真集『なぎさ』（2023年7月13日発売、宝島社）ISBN 978-4299044174[24]
- Mgirl N°35(蜷川実花撮影-2024-25AW号)(2024年10月)[136]

### 雑誌連載
- LARME（2020年1月 - 、徳間書店） - レギュラーモデル[137]

048 (2021年３月)-表紙
053 (2022年6月) -表紙
056 (2023年3月) -表紙
雑誌
- SAILORS(セーラーズ (アパレル))SHOULDER BAG BOOK(2019年7月) -表紙[138]
- 週刊ビッグコミックスピリッツ48号(2019年11月28日) -表紙[139]
- BRODY 2021年2月号増刊　齊藤なぎさ×髙松瞳 ver. (2020年12月23日) -表紙[140]
- Zipper2022-2023年冬号通常版 (2022年12月23日)-表紙[141]
- MILKFED.推し活ポーチBOOK(2023年) -表紙[142]
- VoCE 5月号（2024年3月22日）[143]
- BIG ONE GIRLS増刊「Spica｣ (2024年10月)[144]
- BIG ONE GIRLS (2024年12月号) [145]
- 装苑(2024年11月発売1月号) -表紙[146]
- 週刊ヤングジャンプ3号（2024年12月19日) -表紙[147]

など…